# Geoparc de la Catalunya Central
El Geoparc de la Catalunya Central és un geoparc, és a dir, un projecte de desenvolupament sostenible social i econòmic adreçat als habitants del territori, que es fonamenta en els valors i la conservació del patrimoni geològic i miner. Posa en valor els atractius geològics, miners i paisatgístics del territori, alguns reconeguts internacionalment, així com els actius turístics, amb una oferta turística interessant i de qualitat, que integra cultura, natura, geologia, mineria, història, art i gastronomia. La gestió es realitza sota un concepte holístic de conservació, educació, recerca i divulgació.
Inicialment, el 2011 es va constituir com a Parc Geològic i Miner de la Catalunya Central, i el 2012 va prendre el nom de Geoparc quan entrà a formar part de la Xarxa Europea de Geoparcs (European Geoparks Network, i el seu acrònim en anglès EGN) i la Xarxa Global de Geoparcs (Global Geoparks Network, i el seu acrònim en anglès GGN) sota els auspicis de la UNESCO.
La Biblioteca del Campus Universitari de Manresa (BCUM), de la Universitat Politècnica de Catalunya (UPC), és el Centre de documentació i recerca de referència del geoparc. En aquest espai s'hi poden trobar recursos documentals sobre la geologia, mineria i medi ambient, tant en generals com estudis realitzats al territori.

## Situació geogràfica
La superfície del geoparc és d'aproximadament 1.300 km² i és habitada per poc menys de 190.000 habitants. Sobretot al centre es poden distingir les superfícies planes més o menys extenses corresponents amb les conques excavades pels rius que drenen el territori (Llobregat i Cardener, la riera de la Gavarresa i la de Calders i els seus principals afluents), essent la més important el Pla de Bages. Les altres àrees del territori les caracteritzen l'important conjunt de terres elevades, que arriben fàcilment a elevacions de 500m i més, i que poden presentar-se tant com plans suaument inclinats o com importants serralades, com per exemple la de Castelltallat a l'oest, Castelladrall al nord o bé Sant Llorenç del Munt i l'Obac i Montserrat, on hi ha el punt més alt (St. Jeroni, 1.236m), al sud-est i sud respectivament. Al sector nord-est hi ha l'altiplà del Moianès amb elevacions entre 600 i 700m.
L'establiment de les poblacions, així com de les indústries, s'ha concentrat, ja històricament, principalment en les planes i en les valls fluvials. Malgrat el creixement de l'ocupació urbana del sòl en els últims decennis els paisatges conserven bastant el seu caràcter tradicional i la urbanització (5% del territori) presenta encara una forma essencialment compacta dins un espai agrícola extensiu (17,5%). El paisatge del territori és eminentment forestal, sumant entre bosc, bosquines i altra vegetació representa quasi un 75% de la superfície. Són paisatges forestals que varien des dels de caràcter netament mediterrani (alzinar i carrascar) fins als dominats per formacions de muntanya mitjana (rouredes, pinedes de pi roig), propis de sectors més septentrionals i continentals. Entremig, en transició, es presenten formacions de boscos de pinassa, boscos mixts de coníferes o de caducifolis i coníferes, o bé altres que són resultat de la degradació de les comunitats originals per l'acció humana històrica (especialment pi blanc que ocupa espais de conreus, ara abandonats). Les zones sense vegetació un 2,9%.
El clima de bona part del territori es considera que és un clima mediterrani continental de baixa altitud caracteritzat per una notable oscil·lació tèrmica entre l'estiu i l'hivern, amb una baixa pluviometria, excepte en les zones més elevades.
Compta amb un 15% de superfície protegida pertanyent a Parcs Naturals, Xarxa Natura 2000, PEINs, etc. A més, els principals elements d'interès geològic formen part de l'Inventari d'espais d'interès geològic de Catalunya fet per la Generalitat de Catalunya al 2.000.

## Òrgan de gestió
La gestió del Geoparc és a càrrec del Patronat del Parc Geològic i Miner de la Catalunya Central (Geoparc), que està compost pels municipis de Súria, Moià, Collbató, Sallent, el Museu de Geologia Valentí Masachs (Escola Politècnica Superior d'Enginyeria de Manresa, UPC), el Parc Natural de la Muntanya de Montserrat i on també hi assisteix el municipi de Cardona. Compta amb un President, càrrec polític designat pel Consell Comarcal del Bages, un director gerent (que és el gerent del Consell Comarcal del Bages) i un director científic. A més hi ha un òrgan consultiu per temes científics, el Consell Científic, integrat per les institucions científiques més rellevants de Catalunya (Universitat Politècnica de Catalunya, Universitat Autònoma de Barcelona, Universitat de Barcelona, Institut Cartogràfic i Geològic de Catalunya), el Col·legi de Geòlegs de Catalunya, la Sociedad Geológica de España, la Sociedad Española para la Defensa del Patrimonio Geológico y Minero, etc. També es realitza un contacte periòdic amb representants dels principals sectors econòmics, socials i administracions interessats en el Geoparc.

## Patrimoni geològic i miner del Geoparc
Geològicament parlant el Geoparc de la Catalunya Central està situat al sector est de l'anomenada Conca geològica de l'Ebre. Les roques majoritàriament són d'origen sedimentari i amb edats compreses entre l'Eocè i l'Oligocè inferior, i les formades durant el Plistocè i Holocè. Les més antigues van ser formades per sediments dipositats o formats en ambients marins (calcàries fossilíferes i esculloses, margues, gresos deltaics, etc.). Després, i a mesura que el mar s'anava assecant es formaren sediments evaporítics de sulfats (guix) i clorurs (sals com halita, silvita, carnal·lita). Finalment, a partir de fa uns 36 milions d'anys, per sediments dipositats principalment ambients fluvials i lacustres. L'evolució final d'aquesta conca marina (anomenada Conca potàssica catalana) és un dels millors exemples a nivell mundial i conté, a més, una de les zones mineres de potassa més grans d'Europa. A més a més, el territori compta amb elements singulars reconeguts internacionalment com ara les muntanyes de Montserrat i Sant Llorenç del Munt (com a exemples d'antics ventalls deltaics) o elements càrstics espectaculars com les Coves del Salnitre (Collbató), Coves de Mura i Coves del Toll (Moià), aquestes últimes amb importants restes prehistòriques i de fauna del Quaternari. Altres elements de gran importància científica són les manifestacions meridionals de la tectònica pirinenca, una geomorfologia molt representativa i característica i importants restes fòssils de vertebrats en terrasses fluvials i en coves (elefants, rinoceronts, hipopòtams, hienes, entre molts altres), així com multitud d'afloraments singulars de gran importància didàctica i científica.
La mineria de la sal es porta desenvolupant al territori des d'antic. Les primeres evidències de l'explotació de l'halita són del Neolític a la Muntanya de Sal de Cardona, que també apareix descrita en els escrits de Plini el Vell (s. I n.e.) i citada per Aulus Geli (s. II n.e.) on transcriu una frase de Cato que diu “una gran muntanya de sal pura que creix a mesura que se’n va extraient”. Conjuntament a aquesta mineria hi ha hagut també l'explotació tradicional d'argila, calcària, guix i carbó. Aquestes recursos naturals han propiciat una activitat minera al llarg de molts segles que ha deixat un important patrimoni.
La presència humana continuada, datada ja durant l'Epipaleolític, ha dotat aquesta zona amb un magnífic patrimoni històric, cultural i tradicional que completa la rica i forta personalitat del territori. Aquest caràcter únic de la Catalunya Central va lligat també a una geologia i un paisatge que han evolucionat conjuntament al llarg de milions d'anys.
El Geoparc compta amb un total de 47 espais d'interès geològic i miner catalogats que mostren la gran geodiversitat del territori amb punts de primer ordre mundial i exemples en multitud de camps de la geologia.